# چنگر بال‌سفید
چنگر بال‌سفید با نام علمی Fulica leucoptera پرنده‌ای از سردهٔ چنگران است که در باتلاق‌ها و دریاچه‌های نواحی جنوبی آمریکای جنوبی (از جمله جزایر فالکلند) تا شمال بولیوی و جنوب برزیل یافت می‌شود. برخلاف نام این پرنده بیشتر پرهای چنگر بال سفید تیره رنگ بوده و تنها به هنگام پرواز در لبۀ پرهای آن سفیدی دیده می‌شود.